# Berzeviczy Sándor
Berzeviczei Berzeviczy Sándor (Berzevice, 1674 – Kassa, 1743. december 2.) jezsuita rendi tanár.

## Élete
1691-ben a rendbe lépett, bölcseletet és teológiát tanított Kassán, Nagyszombatban és Egerben; több helyen volt házfőnök.

## Művei
- Gratiae immortales beneficentissimo universitatis Cassoviensis senario. Bartfae, 1701